# Teenage Mutant Ninja Turtles: The Hyperstone Heist
Teenage Mutant Ninja Turtles: The Hyperstone Heist is een side-scrolling beat 'em up computerspel gebaseerd op het Teenage Mutant Ninja Turtles (TMNT) franchise. Het was het eerste TMNT spel voor de Mega Drive. Het spel stond ook wel bekend als Teenage Mutant Hero Turtles: The Hyperstone Heist in Europa en als Teenage Mutant Ninja Turtles: Return of the Shredder in Japan.
Het spel was in feite een herontwerp van Teenage Mutant Ninja Turtles: Turtles in Time. Het tijdreisconcept werd in dit spel echter weggelaten en vervangen door een plot waarin Shredder de Hyperstone (bekend uit het tweede seizoen van de eerste animatieserie gebruikt om Manhattan te verkleinen. Verschillende levels uit TMNT: Turtles in Time werden hergebruikt voor dit spel, maar met een iets ander verhaal om hun ouderwetse omgeving te verklaren — bijvoorbeeld: het piratenschip is in dit spel een spookschip.

## Verhaal
April O'Neil is bezig met een reportage vanaf Ellis Island als plotseling een fel licht te zien is, waarna zij en haar publiek Manhattan zien krimpen. Shredder breekt in op de tv-uitzending en maakt bekend dat het krimpen van Manhattan zijn werk was. Hij heeft de Hyperstone, een steen uit Dimensie X, kunnen bemachtigen. Het krimpen van Manhattan was slechts een demonstratie van zijn macht.
Beseffend dat Shredder de wereld kan veroveren met deze steen gaan de Turtles achter hem aan.

## Levels
Scene 1: New York
Dit level speelt zich af in en onder New York. De Turtles moeten zich een weg door de riolen en straten vechten. Het level lijkt sterk op "Alleycat Blues" uit Turtles In Time. Aan het eind van het level verschijnt Leatherhead als eindbaas.
Scene 2: A Mysterious Ghost Ship
Dit level is een mix van drie levels van Turtles In Time. Het begint met het surflevel gebaseerd op "Sewer Surfin'", behalve dat het zich nu in open zee afspeelt in plaats van in de riolen. Na het surfen komen de Turtles bij het spookschip. Dit deel van het level is een hergebruikte versie van het "Skull and Crossbones" level uit Turtles in Time. Na zich een weg door het schip te hebben gevochten belanden de Turtles in een grot, die is overgenomen uit het "Prehistoric Turtlesaurus" level van TMNT: Turtles in Time. In dit level wacht Rocksteady hen op.
Scene 3: Shredder's Hideout
Na de grot te hebben verlaten komen de Turtles in een Japanse stad, net buiten Shredders schuilplaats. Ze vechten zich ene weg door de straten en komen uiteindelijk oog in oog te staan met Tatsu, Shredders rechterhand en co-leider van de Foot Clan uit de eerste en tweede TMNT films.
Scene 4: The Gauntlet
Na Shredders schuilplaats te hebben verlaten komen de Turtles in nog een grot. Ze moeten anders gekleurde en duidelijk sterkere versies van Leatherhead, Rocksteady, en Tatsu, de drie eindbazen uit de vorige levels, bevechten alvorens ze bij Dr. Baxter Stockman komen.
Scene 5: Technodrome: The Final Shellshock
Dit level is gelijk aan het "Technodrome: Let's Kick Shell!" level in de SNES versie van Turtles in Time. Het level is verdeeld in twee delen, gescheiden door een eindbaas (Krang in zijn exopak uit het "Neon Night-Riders" level van “Turtles in Time”). De Turtles lopen door het eerste deel van het level. Het tweede deel is een liftschacht waarin de Turtles op een plateau staan dat steeds verder omlaag gaat (in tegenstelling tot “Turtles in Time”, waar het plateau juist omhoog ging). Op elke verdieping duiken er nieuwe vijanden op. Op de bodem van de liftschacht moeten de Turtles Super Shredder bevechten in dezelfde omgeving als in "Technodrome: The Final Shell-Shock" uit “Turtles in Time”.

## Eindbazen
| Level                     | Baas                                   |
| ------------------------- | -------------------------------------- |
| New York City             | Leatherhead                            |
| The Mysterious Ghost Ship | Rocksteady                             |
| Shredder's Hideout        | Tatsu                                  |
| The Gauntlet              | Dr. Baxter Stockman in een ruimteschip |
| The Final Shellshock      | Super Krang Super-Shredder             |

The Hyperstone Heist is het enige spel waarin Tatsu, Shredders rechterhand uit de eerste twee TMNT films, meedoet. Het is ook het enige spel waarin Rocksteady wel een baas is, maar Bebop niet.
Leatherhead, Super Krang en Super-Shredder zijn overgenomen uit de SNES versie van Teenage Mutant Ninja Turtles: Turtles in Time, terwijl Rocksteady en Dr. Baxter Stockman afkomstig zijn uit het originele arcadespel.

## Verschil in speelwijze met Turtles in Time
Hoewel de meeste aspecten van Turtles in Time werden gekopieerd in The Hyperstone Heist, werden er wel wat dingen veranderd aan de speelwijze. Zo voegt The Hyperstone Heist een “renknop” toe aan de knoppen. In Turtles in Time gingen de Turtles pas rennen nadat ze eerst een tijdje hadden gelopen, of als de speler een van de pijlknoppen tweemaal indrukte. Ook kunnen de Turtles hun vijanden niet meer oppakken en weggooien in “the Hyperstone Heist”.

## Reacties
| Publicatie              | Score        |
| ----------------------- | ------------ |
| IGN reader average      | 8.3 / 10     |
| The Video Game Critic   | C            |
| All Game Guide          | 3 / 5 (good) |
| MobyGames               | 3.6 / 5      |
| GameSpot reader average | 8.4 / 10     |

Op zichzelf wordt The Hyperstone Heist gezien als een spel dat goed gebaseerd is op de animatieserie. Net zoals het SNES spel is het ietwat aan de korte kant, maar wel goed herspeelbaar.
Echter, bij een vergelijking met Turtles in Time kwam The Hyperstone Heist er slecht vanaf, vooral door de limitaties van het Genesis systeem vergeleken met de SNES. Door de superieure graphics zag de SNES versie van Turtles in Time er veel gekleurder en helderder uit. Hoewel de Genesis dit probeert goed te maken met meer achtergrondlagen en animatieframes, geven spelers nog altijd de voorkeur aan de SNES graphics.
De audiomogelijkheden van de SNES zijn ook beter dan die van de Genesis. En hoewel beide spellen dezelfde soundtrack gebruiken, klinken de voice-overs in Turtles in Time helderder.
The Hyperstone Heist heeft echter wel een paar positieve punten in vergelijking met Turtles in Time. Elk level in The Hyperstone Heist is langer. Ook is The Hyperstone Heist moeilijker vanwege de hogere en agressievere kunstmatige intelligentie van de vijanden, en sneller bewegende personages. Ook de toevoeging van een “renknop” was iets wat veel spelers misten in “Turtles in Time”..